# Tarmo Kunnas
Tarmo Kunnas (Tampere, 16 ottobre 1942) è un critico letterario finlandese.

## Biografia
Nel 1974 è diventato professore associato di letterature comparate all'Università di Helsinki; attualmente è professore ordinario di storia della letteratura presso l'Università di Jyväskylä (Finlandia). A partire dal 1985 è direttore del Finnish institute.
È conosciuto per una numerosa attività letterari. Tra i suoi oggetti d'interesse, spiccano la filosofia politica, la cultura francese e la filosofia tedesca, in particolare Nietzsche e Heidegger.
Nel 1982 ha pubblicato, in francese Drieu la Rochelle, Céline, Brasillach et la tentation fasciste, che l'ha portato all'attenzione della storiografia europea. Il volume è stato pubblicato in più lingue.
Negli anni 1989-1995 è stato direttore dell'Istituto culturale finlandese a Parigi.

## Opere
- Das Werden des Humanismus bei Heinrich Mann. Helsinki: Suomalainen tiedeakatemia, 1973. ISBN 951-41-0097-2.
- Nietzsche, ou, L'Esprit de contradiction, 1980, Paris: Nouvelles editions latines.
- Nietzsche - Zarathustran varjo, 1981, Helsinki: Otava.
- Drieu la Rochelle, Céline, Brasillach et la tentation fasciste, 1982, (Trad. it. La tentazione fascista, 1982, Napoli, La roccia di Erec. Seconda edizione: Roma, Settimo Sigillo, 2015)
- Politik als Prostitution des Geistes: Eine Studie über das Politische bei Nietzsche. München: Wissenschaft & Literatur, 1982.
  - 2., erweiterte und durchgesehene Neuauflage. Achenmühle, Brienna Verlag, 2016. ISBN 978-3-942318-17-4
- Nietzsches Lachen: Eine Studie über das Komische bei Nietzsche. München: Edition Wissenschaft & Literatur, 1982. ISBN 3-922804-02-0.
  - 2., erweiterte und durchgesehene Neuauflage. Achenmühle, Brienna Verlag, 2017.
- Heureux comme un finlandais en France, 2006, Paris: De Maule.
- L'ambiguité du Mal, 2015, Paris: Éditions Lanore. ISBN 2851577778.
- L'aventure de Knut Hamsun, 2010, Paris: Nel. (edizione italiana  L'avventura di Knut Hamsum, 2015, Roma: Settimo Sigillo)
- Fasismin lumous, Atena, 2013 (edizione italiana Il fascino del fascismo, 2017, Roma: Settimo Sigillo. ISBN 9788861481879).